# Dolgaec
Dolgaec (makedonska: Долгаец) är en ort i Nordmakedonien. Den ligger i kommunen Dolneni, i den centrala delen av landet, 50 kilometer söder om huvudstaden Skopje. Dolgaec ligger 697 meter över havet och antalet invånare är 195.